# Jerzwałd
Jerzwałd (Duits: Gerswalde) is een plaats in het Poolse district  Iławski, woiwodschap Ermland-Mazurië. De plaats maakt deel uit van de gemeente Zalewo en telt 370 inwoners.